# Badischer Staatsgerichtshof
Der Badische Staatsgerichtshof war ein Gericht der Verfassungsgerichtsbarkeit mit Sitz in Freiburg. Es wurde 1948 als Gericht des Landes Baden eingerichtet und bestand nach der Zusammenlegung Badens mit Württemberg-Baden und Württemberg-Hohenzollern zum neuen Land Baden-Württemberg noch bis 1953 weiter.
Artikel 109 der Verfassung des Landes Baden vom 22. Mai 1947 sah einen Staatsgerichtshof zur Entscheidung von Verfassungsstreitigkeiten vor. Durch das Landesgesetz über die Staatsgerichtsbarkeit vom 7. September 1948 wurde das Gericht errichtet und nahm seine Tätigkeit am 27. November 1948 tatsächlich auf. Erster und einziger Präsident des Gerichts war Paul Zürcher.
Nach der Verfassung und § 2 des Landesgesetzes über die Staatsgerichtsbarkeit war der Badische Staatsgerichtshof zuständig für die Entscheidung, ob ein Gesetz verfassungswidrig oder eine Verordnung gesetzeswidrig war (Normenkontrolle) und ob ein zur Zeit des Inkrafttretens der Verfassung aufgrund eines Gesetzes bestehender Rechtszustand mit der Verfassung im Widerspruch stand. Auch konnte es über das Verbot von Parteien und anderen politischen Vereinigungen sowie über die Verwirkung von Grundrechten entscheiden. Nach § 3 des Gesetzes war er außerdem Kompetenzgerichtshof, hatte also im Streitfall zu entscheiden, ob die ordentlichen oder die Verwaltungsgerichte für einen Prozess zuständig seien.
Nachdem im neu gegründeten Land Baden-Württemberg ein eigener Staatsgerichtshof eingerichtet worden war, beschränkte sich die Zuständigkeit des Badischen Staatsgerichtshofs auf die Entscheidung der schon anhängigen Verfahren, und zum 31. März 1953 stellte er seine Tätigkeit ein.